# Albergo (cognome)
Albergo è un cognome di lingua italiana.

## Varianti
Albergati, Alberghetti, Alberghina, Alberghini, Albergoni, Albergotti, D'Albergo.

## Origine e diffusione
Il cognome è tipicamente pugliese, pur comparendo in tutta Italia.
Potrebbe derivare dal prenome medioevale Aliberga o da Alberigo, variante di Alberico (in quest'ultimo caso risulterebbe variante di Alberici); l'elemento berg è comune a cognomi quali Bergamo e Borghi.
La variante Alberghina è siciliana; Albergati e Alberghini sono emiliani e romagnoli.

## Persone
- Domenico Albergo – politico italiano